# Rhaphiderus
Rhaphiderus is een geslacht van Phasmatodea uit de familie Phasmatidae. De wetenschappelijke naam van dit geslacht is voor het eerst geldig gepubliceerd in 1838 door Serville.

## Soorten
Het geslacht Rhaphiderus omvat de volgende soorten:
- Rhaphiderus bedoti Redtenbacher, 1908
- Rhaphiderus bilobatus Redtenbacher, 1908
- Rhaphiderus scabrosus (Percheron, 1829-1838)
- Rhaphiderus spiniger (Lucas, 1862)